# Mistrzostwa Świata w Narciarstwie Dowolnym i Snowboardingu 2023 – skoki akrobatyczne drużynowo
Rywalizacja drużyn mieszanych w skokach akrobatycznych podczas mistrzostw świata w Bakuriani została rozegrana na skoczniach o nazwie Kokhta Aerials 19 lutego o 14:30. Złoty medal wywalczyli reprezentanci Stanów Zjednoczonych, którzy wyprzedzili drugich Chińczyków oraz trzecich Ukraińców. Reprezentanci Szwajcarii nie przystąpili do zawodów.

## Wyniki
| Miejsce | Bib           | Reprezentacja                                                              | Finał 1                    | Finał 2                    |
| ------- | ------------- | -------------------------------------------------------------------------- | -------------------------- | -------------------------- |
| 01 !    | 3 3–1 3–2 3–3 | Stany Zjednoczone · Ashley Caldwell · Christopher Lillis · Quinn Dehlinger | 303,47 82,21 118,55 102,71 | 331,37 92,00 127,15 112,22 |
| 02 !    | 1 1–1 1–2 1–3 | Chiny · Kong Fanyu · Li Tianma · Yang Longxiao                             | 290,80 60,48 115,84 114,48 | 320,71 83,16 113,57 123,98 |
| 03 !    | 2 2–1 2–2 2–3 | Ukraina · Anastasija Nowosad · Ołeksandr Okipniuk · Dmytro Kotowski        | 239,69 76,86 77,43 85,40   | 255,56 87,42 84,51 83,63   |
| 4.      | 6 6–1 6–2 6–3 | Kazachstan · Żanbota Ałdabergenowa · Roman Ivanov · Szerzod Chaszyrbajew   | 266,98 85,05 97,29 84,64   | 236,33 65,20 88,83 82,30   |
| 5.      | 4 4–1 4–2 4–3 | Kanada · Marion Thénault · Miha Fontaine · Alexandre Duchaine              | 218,17 76,23 83,50 68,44   | NQ                         |
| 6.      | 5 5–1 5–2 5–3 | Szwajcaria · Alexandra Bär · Pirmin Werner · Noé Roth                      | DNS                        | DNS                        |